# Tropic (Schiff, 1872)
Die Tropic (I) war ein 1872 in Dienst gestelltes Fracht- und Passagierschiff der britischen White Star Line, das für die Reederei bis 1873 auf verschiedenen Strecken im Einsatz war. Anschließend diente es als Federico noch über zwanzig Jahre in Spanien, ehe es 1894 in Lytham St Annes abgewrackt wurde.

## Geschichte
Die Tropic entstand unter der Baunummer 137 in der Werft von Thos. Royden & Sons in Liverpool und lief am 14. Oktober 1871 vom Stapel. Nach der Übernahme durch die White Star Line am 12. Oktober 1911 nahm das Schiff im Mai 1872 den Dienst von Liverpool nach Kalkutta auf. Die Tropic war vorrangig als Frachtschiff konzipiert, konnte aber auch bis zu zehn Passagiere Erster Klasse befördern. Ihr Schwesterschiff war die ebenfalls 1872 in Dienst gestellte Asiatic.
Bereits im November 1872 wurde der Dienst nach Kalkutta von der White Star Line aufgegeben und das Schiff fortan zwischen Liverpool und Valparaíso eingesetzt. Nachdem auch dies nicht sehr wirtschaftlich war, ging die Tropic nach Beendigung ihrer letzten Überfahrt am 4. Juni 1873 in den Besitz der spanischen Reederei Serra y Font über.
Unter dem Namen Federico fuhr das Schiff bis 1886 für die Reederei, wurde anschließend an die Cia. de Nav. La Flecha in Bilbao verkauft und blieb noch bis 1894 im Einsatz. Anschließend ging die 22 Jahre alte Federico im Oktober 1894 zum Abbruch nach Lytham St Annes.